# Nuisement-sur-Coole
Nuisement-sur-Coole é uma comuna francesa na região administrativa do Grande Leste, no departamento de Marne. Estende-se por uma área de 15.13 km², e possui 365 habitantes, segundo o censo de 2018, com uma densidade de 24 hab/km².